# Museo del Pueblo Gallego

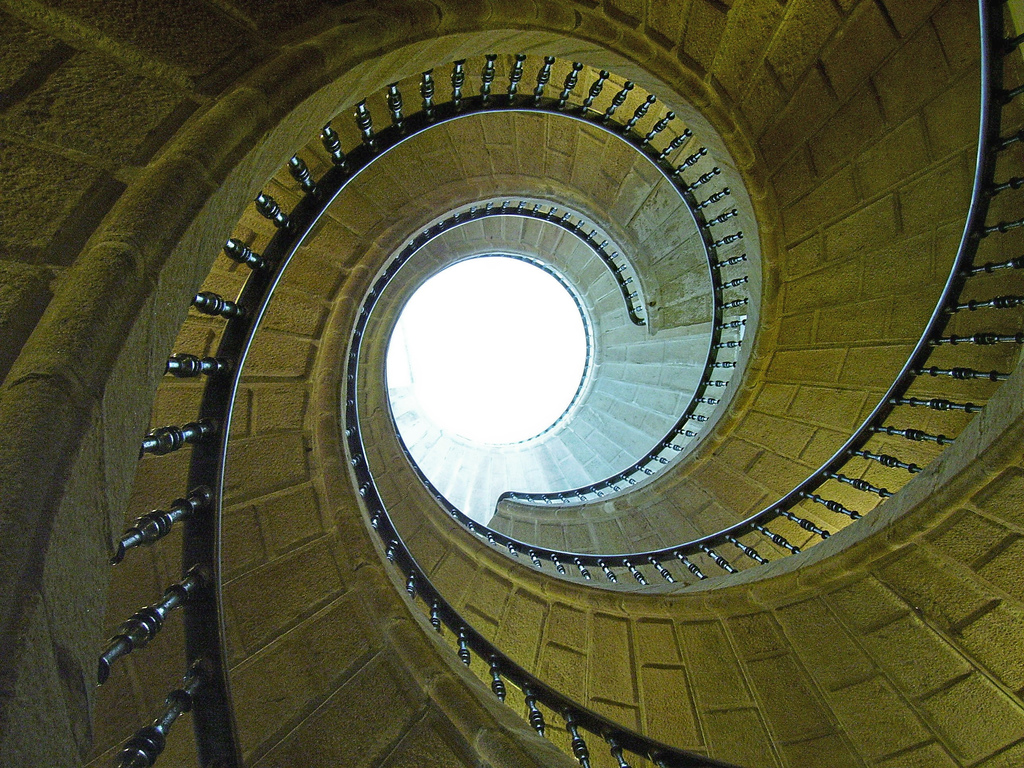
Escalera interior del museo.

El "Museo do Pobo Galego" abrió sus puertas el 31 de julio del año 1976 en el antiguo convento de Santo Domingo de Bonaval, en la ciudad de Santiago de Compostela (Galicia, España), en el lugar conocido como Puerta del Camino.

## Características

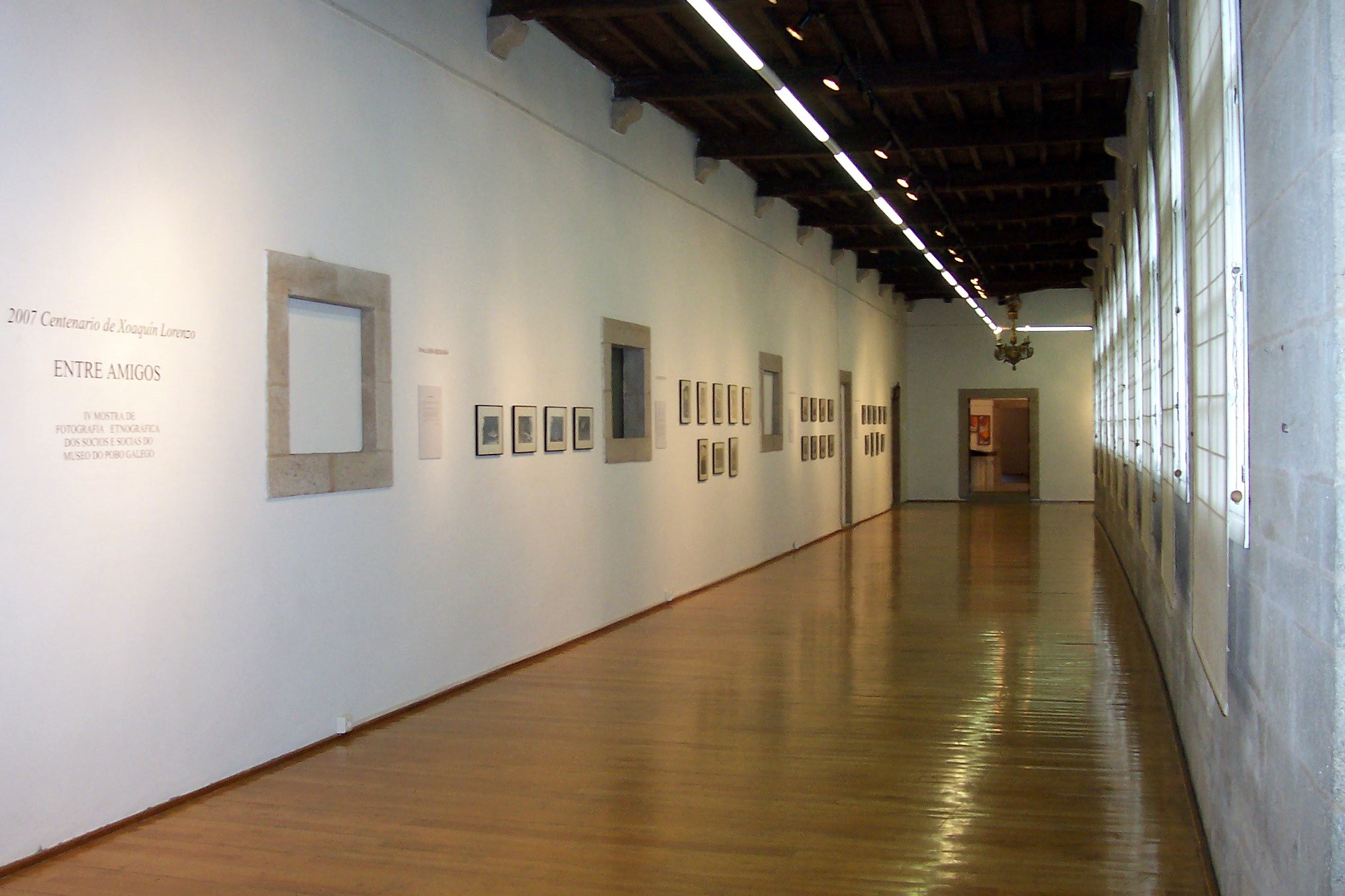
Pasillo de la planta superior.

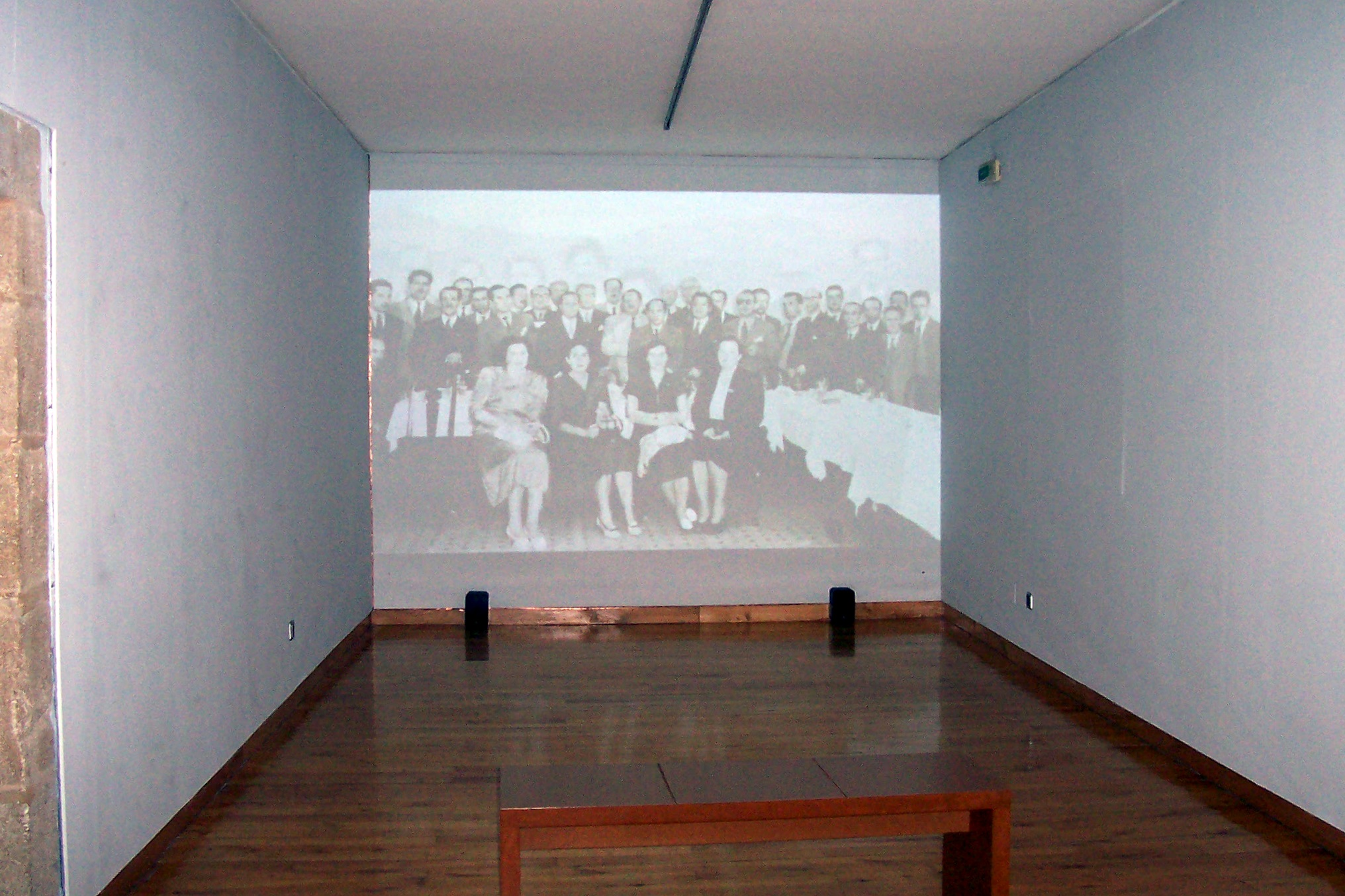
Proyección de un documental.

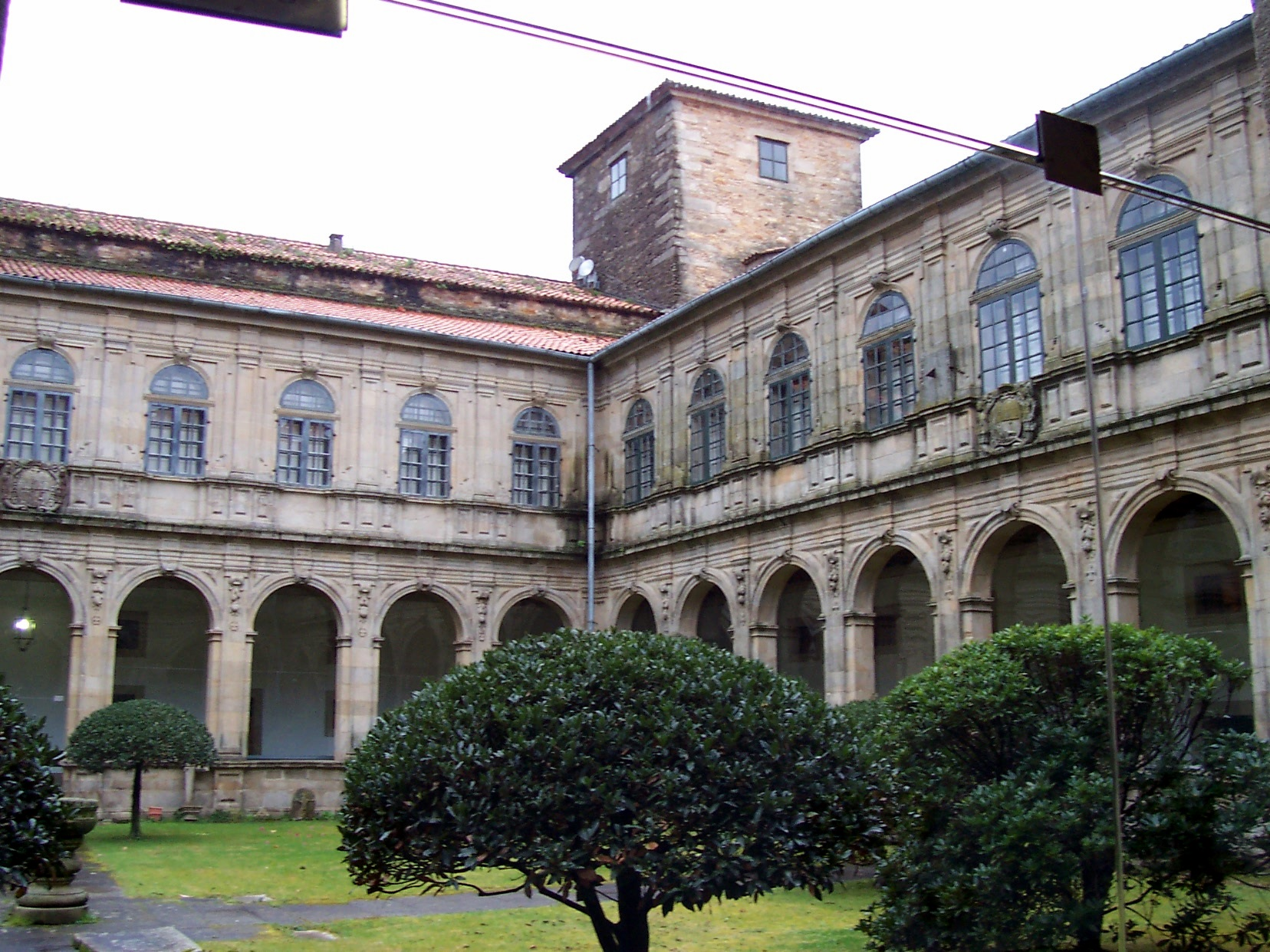
Patio del museo.

El Museo del Pueblo Gallego se constituyó como un organismo al servicio de la comunidad y se siente comprometido en la salvaguarda de unas tradiciones y costumbres que a menudo resultaron olvidadas o relegadas de la historia oficial, pero que son precisamente la esencia donde un pueblo encuentra las pisadas de su identidad.
En virtud de lo que antecede, la Junta de Galicia, por decreto 11/1993 de 22 de mayo reconoció al Museo del Pueblo Gallego como "centro sintetizador de los museos y colecciones antropológicas de Galicia", considerando que "no sólo actúa de hecho como referente y estímulo para la creación de otros museos y colecciones de carácter semejante en toda Galicia, sino que también puede ser considerado como esa cabecera espiritual y simbólica de la red de museos antropológicos de Galicia". 
En el año 2008 le fue otorgado el Premio Nacional de Cultura tradicional y de base, uno de los premios que integran los Premios Nacionales de la Cultura Gallega.

## Museo
El Museo cuenta con varias salas permanentes: 
- Sala del mar
- Sala del campo
- Sala de los oficios
- Sala de la música
- Sala de la indumentaria
- Sala de la olería
- Sara del tejido
- Sala de la cestería
- Sala de la arquitectura
- Sala de la sociedad, memoria y tradición.
- Sala de la historia de Galicia

También dispone de espacios de exposición temporal, de un auditorio, un biblioteca, cideoteca y un archivo gráfico y sonoro.

### Departamento de Educación y Acción Cultural
Se ocupa de programar diferentes actividades culturales y elaborar materiales didácticos al servicio de los numerosos grupos escolares que visitan el museo.

### Instituto de estudios de las identidades
Desde mayo de 2005 el museo dispone de un nuevo departamento, el Instituto de Estudios das identidades. Este departamento se propone desarrollar la investigación y la invervención sociocultural del museo y sobre todo el estudio interdisciplinar sobre la identidad gallega, su interrelación y su comparación con otras identidades. El instituto también tiene como objetivo promover la formación de la gestión cultural.